# Breitenau am Hochlantsch
Breitenau am Hochlantsch ist eine österreichische Marktgemeinde im Gerichtsbezirk Bruck an der Mur und im politischen Bezirk Bruck-Mürzzuschlag in der Steiermark mit 1561 Einwohnern (Stand 1. Jänner 2025).

## Geografie
Die Marktgemeinde Breitenau am Hochlantsch liegt in der Mitte der Steiermark, in einem Seitental des mittleren Murtales, eingebettet zwischen dem Gebirgsstock des Hochlantsch (1722 m ü. A.) im Süden und den Fischbacher Alpen mit dem Rennfeld (1630 m ü. A.) und dem Hochschlag (1582 m ü. A.) im Norden. Das Tal selbst wird auch als Breitenau oder Breitenauertal bezeichnet. Die Breitenau erstreckt sich überwiegend in Ost-West-Richtung über circa 20 km Länge. Die Gemeinde gehört zur Naturparkregion Almenland.

### Gemeindegliederung
Im Gemeindegebiet leben auf 62,47 km² 1.561 Einwohner in zwei Ortschaften, in vier Großsiedlungen und in ca. 65 Bauernhöfen.
Der Ort St. Jakob (607 m ü. A.) ist das politische Zentrum mit Gemeindeamt, Marktplatz, Postamt, einer Rotkreuz- und Polizeistation und mit der örtlichen Volksschule sowie dem Kindergarten. Es gibt neben verschiedenen Vereins- und Sporteinrichtungen auch ein Hallenbad mit Sauna. Die Infrastruktur wird hier ergänzt durch einen praktischen Arzt, eine Raiffeisenbank, mehrere Gasthöfe, ein großes Lebensmittelgeschäft, eine Kfz-Reparaturwerkstätte mit Autohandel und mehrere Holz verarbeitende Betriebe. Die Ortsmitte bildet die Filialkirche Sankt Jakob mit Zwiebelturmhaube. In St. Jakob leben 1058 Einwohner.
Die Ortschaft Sankt Erhard (658 m ü. A.) ist das kirchliche Zentrum mit der großen gotischen Pfarr- und Wallfahrtskirche St. Erhard und dem Pfarrhof. In St. Erhard leben 503 Einwohner.
Verwaltungsmäßig ist die Gemeinde in die Katastralgemeinden Erhardstraße, Lantsch, Schlaggraben und Sonnleiten-Pernegg unterteilt.

### Nachbargemeinden
Die Nachbargemeinden sind:
- Kindberg (Bezirk Bruck-Mürzzuschlag)
- Stanz im Mürztal (Bezirk Bruck-Mürzzuschlag)
- Gasen (Bezirk Weiz)
- Sankt Kathrein am Offenegg (Bezirk Weiz)
- Fladnitz an der Teichalm (Bezirk Weiz)
- Pernegg an der Mur (Bezirk Bruck-Mürzzuschlag)
- Sankt Marein im Mürztal (Bezirk Bruck-Mürzzuschlag)

## Geschichte
Die ersten sesshaften Bewohner im Tal waren alpenslawische Bauern, die hier ab dem siebenten Jahrhundert n. Chr. etwa 100 Meter über dem Talboden, der versumpft war, die steilen Hänge mittels Brandrodung urbar machten. Diese Slawen haben viele Berg-, Tal-, Gewässer- und Hofnamen hinterlassen, die bis heute gebräuchlich sind: Lantsch, Gräbisch, Gabraun, Feisterer, Friesen, Lammer, Prietl u. v. m. Um das Jahr 1150 kam das Tal zur Grundherrschaft der Hochfreien von Pernegg, die es nun mit bairischen Bauern, zuerst im Talgrund und allmählich auch in den höheren Lagen, besiedelten.
Ab 1050 wurde bereits Bergbau auf Gold am Strassegg betrieben. In den weiteren Jahrhunderten folgten Silber, Bleiglanz und Arsen. Dafür wurde ein fahrbarer Weg durch das Tal über das Strassegg in die Gasen angelegt.
Eine erste Kirche entstand um 1250 im Dorf St. Erhard, die ab 1360 von den Landesherrn, den Habsburgern, als Wallfahrtskirche in gotischem Stil neu errichtet wurde. Im Jahr 1400 wurde im Zentrum des Tales unterhalb des Zehenthofes (heute Bäckerei Strassegger), am Rande der breiten Au die Dorfkirche St. Jakob erbaut. Diese war von 1750 bis 1826 die Pfarrkirche, seither ist es St. Erhard. Bis 1750 gehörte die Breitenau zur Pfarre Pernegg; ab 1850 trennte sie sich auch als Gemeinde von Pernegg.
Ab dem frühen 16. Jahrhundert entstanden im Tal Hammerwerke und Sensenhämmer, die zum Teil hier gewonnenes Eisen verarbeiteten. Der letzte Sensenhammer des Gewerken Schaffer wurde 1905 stillgelegt. Von 1840 bis 1873 bestand auch eine Breitenauer Eisengewerkschaft mit eigenem Hochofen. Die Facharbeiter rekrutierten sich aus den Söhnen der Bauern und Keuschler. Seit 1906 besteht das Magnesitwerk Breitenau und seit 1913 die dafür eingerichtete 10 km lange Schmalspurbahn Mixnitz–Sankt Erhard.
Ein erster Lehrer ist ab 1716 bekannt. Ein erstes Schulhaus wurde 1780 in St. Jakob gebaut; weitere in den Jahren 1833, 1893, 1913 und 1964. Von 1953 bis 2015 bestand auch eine Hauptschule, die aufgrund von Sparmaßnahmen des Landes geschlossen wurde.
Der Höchststand bei der Bevölkerungszahl des 1989 zur Marktgemeinde erhobenen Ortes war 1971 mit 2.891 Einwohnern erreicht worden. Heute leben hier 1561 Einwohner.

## Sport und Freizeit
In der Gemeinde gibt es zwei Sportvereine, die mehrere Sporteinrichtungen wie einen Fußballplatz, einen Eislaufplatz und mehrere Tennisplätze betreiben. Im Hauptort St. Jakob gibt es ein Hallenbad mit Freibereich.

## Kultur und Sehenswürdigkeiten

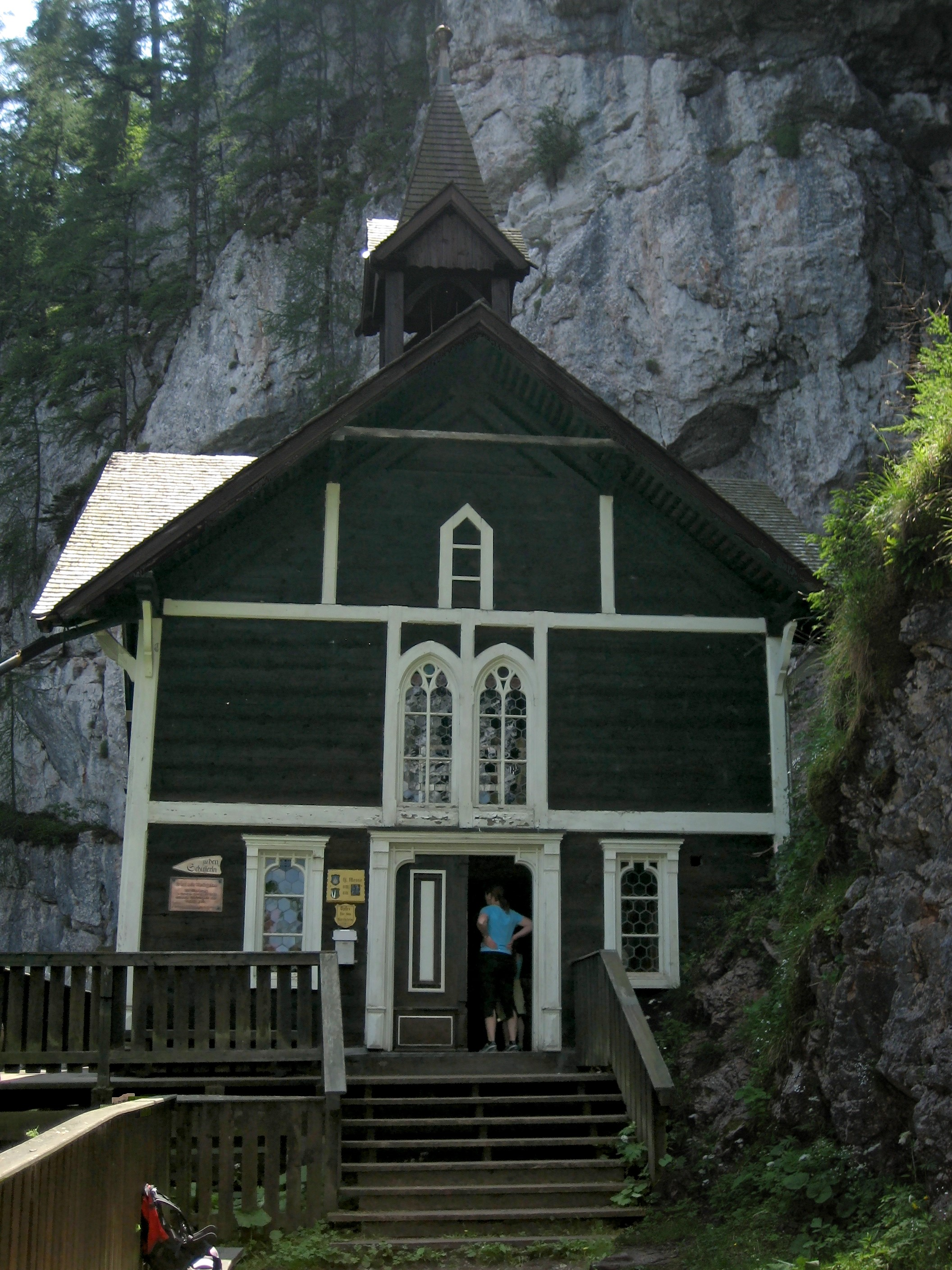
Wallfahrtskapelle Schüsserlbrunn am Hochlantsch

Die hochgotische Pfarr- und Wallfahrtskirche Sankt Erhard wurde ab ca. 1360 von der Wiener Hofbauhütte über einer älteren Kirche errichtet und erhielt um 1390 eine vollständige Ausstattung mit großartigen Bildglasfenstern aus der Wiener Herzogswerkstatt. Anlass für den aufwendigen habsburgischen Bau waren u. a. der für den Herzog ertragreiche Goldbergbau und das „wundertätige Erhardibründel“, zu dem Wallfahrten sogar aus Wien schon aus dem Jahr 1396 urkundlich belegt sind. Der barocke Kirchturm ist erst ab 1730 an das gotische Langhaus angebaut worden. Das Innere der Kirche dominiert die hochbarocke Ausstattung vor allem mit dem figurenreichen 1744–46 errichteten Hochaltar des berühmten in Bayern, Österreich und Ungarn wirkenden Bildhauers Philipp Jakob Straub.
Die im Jahr 1400 geweihte Filialkirche Sankt Jakob birgt einen besonderen Schatz der mittelalterlichen Malerei: ein Weltgerichtsfresko aus den Jahren 1460/70. Dargestellt ist Christus der Weltenrichter, umgeben von Heiligen und in der unteren, leider stark beschädigten Bildzone,
die Verdammten in der Hölle.
Unter den Steilwänden des Hochlantsch liegt in 1388 m Seehöhe, an die Felsen geschmiegt, die Wallfahrtskapelle Maria Schüsserlbrunn. Sie wurde 1882 nach Plänen eines Grazer Architekten an Stelle einer älteren Kapelle ganz aus Holz erbaut. Auch sie ist, so wie das Erhardibründel, ein Wasserheiligtum zu dem alljährlich mehrere hundert Wallfahrer pilgern.
An der Straße auf die Teichalm liegt auf 1050 m Seehöhe der Waldpark Hochreiter. Nur fünf Autominuten vom Teichalmsee entfernt bietet der Park heimische Tiere zum Füttern und Streicheln, ein Wasserspielplatz und eine große Waldkugelbahn. Es wird eine Kombination aus Entspannung für die Erwachsenen und Unterhaltung für die Kinder geboten.

## Wirtschaft und Infrastruktur
Laut Arbeitsstättenzählung 2001 gibt es 57 Arbeitsstätten mit 432 Beschäftigten. Hauptarbeitgeber ist der Magnesitbergbau der Firma RHI-Magnesita.

### Bergbau und Industrie
Die Breitenau ist seit über 1.000 Jahren ein von Bergbau geprägtes Tal. Ab dem 11. Jahrhundert schürfte man hier nach Gold, Silber, Bleiglanz und Arsen (Hittrach).
Diese Bergbautätigkeiten auf Edelmetalle wurden um 1590 eingestellt. Nur geringfügiger Eisenabbau und kleine Eisenschmelzen blieben noch einige Jahrzehnte länger erhalten und belieferten die ab dem späten 16. Jahrhundert hier neu entstandenen Hammerwerke und Sensenhämmer mit Roheisen.
Die industrielle Entwicklung begann im Tal um 1840 mit dem (leider nicht sehr ergiebigen) Abbau von Eisenerz gegenüber der Ortschaft St. Jakob. In der Marienhütte wurde das Erz vor Ort in einem Hochofen verhüttet. Bis zur Stilllegung des Werks 1873 war auch eine Gießerei angeschlossen.
1867 wurde im Verband mit dem Eisenerz Magnesit entdeckt und seit 1906 wird hier über Tage und unter Tage Magnesit abgebaut. Der Magnesit wurde früher in Schachtöfen mit Koksfeuerung, heute in großen Drehrohröfen mit Erdgasfeuerung, verhüttet und für den weltweiten Versand aufbereitet. Zwei voneinander unabhängige Industrieanlagen erzeugen in der Breitenau Magnesitsinter durch die Firma RHI-Magnesita beziehungsweise Magnesiumoxid durch die Firma Magnifin.

### Tourismus
Die Gemeinde bildet gemeinsam mit Fladnitz an der Teichalm, Gasen, Passail, Pernegg an der Mur und St. Kathrein am Offenegg den Tourismusverband „Naturpark Almenland Teichalm-Sommeralm“. Dessen Sitz ist die Gemeinde Fladnitz an der Teichalm. Von der Breitenau aus ist das Zentrum der Region, die Teichalm, auf kürzestem Weg über den Breitalmsattel (1263 m ü. A.) auf einer gut ausgebauten Straße zu erreichen.
Der Mariazeller Wallfahrtsweg führt über das Straßegg (1163 m ü. A.). Die Weitwanderwege 702 und 702A tangieren das Gemeindegebiet im Süden, Osten und Norden. Der Gipfel des Hochlantsch, mit 1722 m ü. A. der höchste im Grazer Bergland, ist ein beliebtes Wanderziel. Die Gemeinde Breitenau am Hochlantsch bietet eine breite Palette von Möglichkeiten für Kletterer an, vom Klettergarten im Klammgraben über die Bärenschützklamm bis hin zum aufregenden Franz Scheikl-Klettersteig auf den Hochlantsch sowie das Eisklettern im Tiefenbachgraben im Winter.
Für den Radsport ist die sogenannte Drachentour ausgeschildert. Im Hauptort St. Jakob gibt es ein Hallenbad mit Freibereich.

### Verkehr

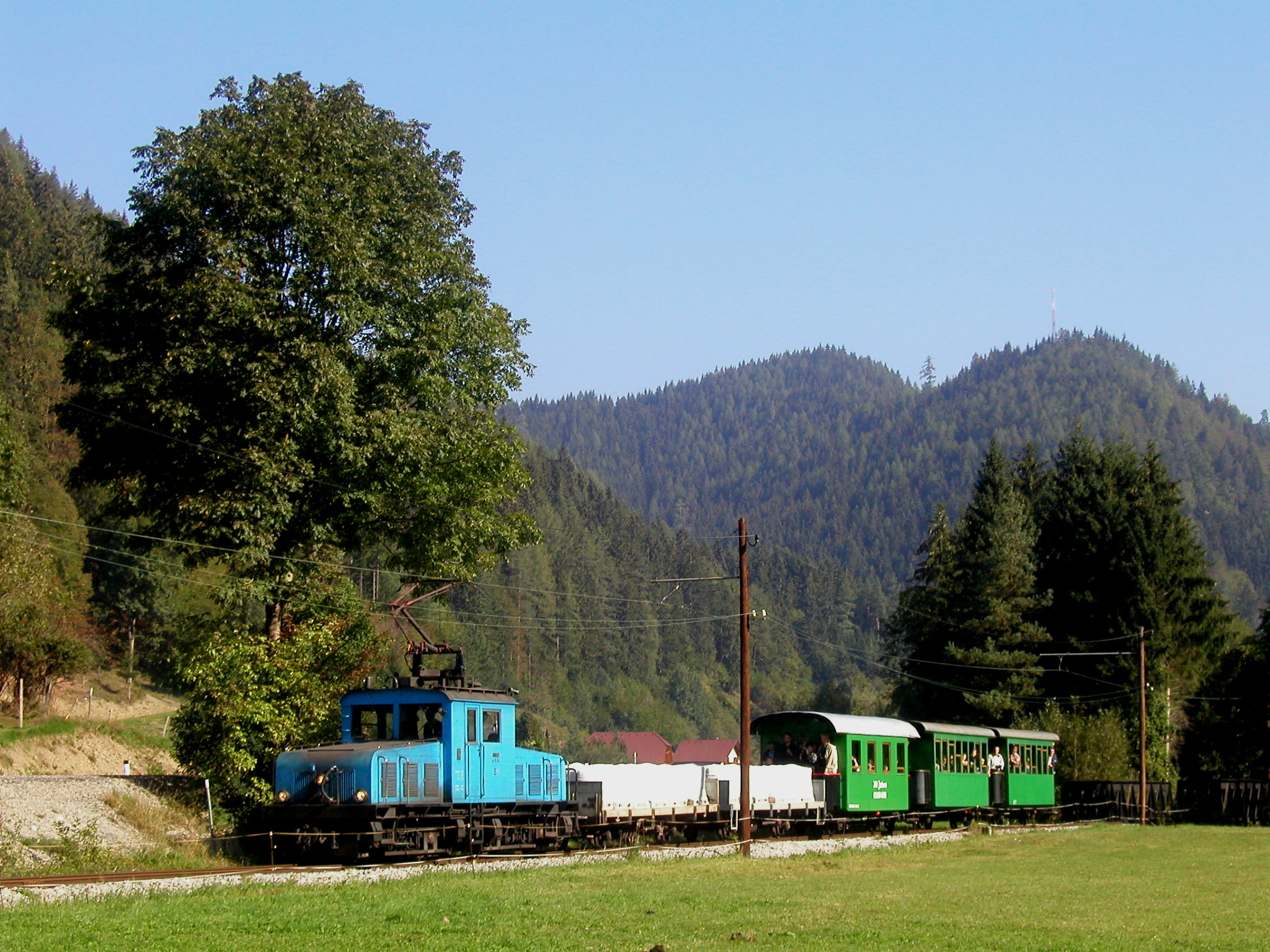
Nostalgiezug auf der Lokalbahn Mixnitz–Sankt Erhard

Durch das Breitenauertal führt eine gut ausgebaute Straßenverbindung. Sie verbindet das Murtal sowohl über den Breitalmsattel und die Teichalm als auch über den Strasseggsattel mit den oststeirischen Bezirken Weiz und Hartberg-Fürstenfeld. Die nächste Fernverkehrsstraße ist die Brucker Schnellstraße S 35. Die Anschlussstelle Mixnitz in der Gemeinde Pernegg an der Mur befindet sich rund neun Kilometer vom Ortszentrum Breitenau entfernt.
Seit 1913 ist das Tal auch durch eine 10 km lange elektrische Schmalspurbahn erschlossen. Von Mixnitz nach Breitenau verläuft die Lokalbahn Mixnitz–Sankt Erhard, auf der allerdings seit 1966 planmäßig als Werksbahn für das Werk der RHI-Magnesita nur noch Güterverkehr stattfindet. Von Zeit zu Zeit werden darauf auch Fahrten mit dem Nostalgiezug angeboten.
Der nächstgelegene Bahnhof mit Regionalzuganschluss befindet sich in der Station Mixnitz-Bärenschützklamm in der Gemeinde Pernegg an der Mur, rund zehn Kilometer vom Ortszentrum Breitenau entfernt. Der nächste Bahnhof mit Railjet-Verkehr befindet sich in Bruck an der Mur, rund 20 km entfernt. Breitenau ist von Bruck an der Mur aus über den Bahnhof Mixnitz mit dem Linienbus erreichbar.

## Politik

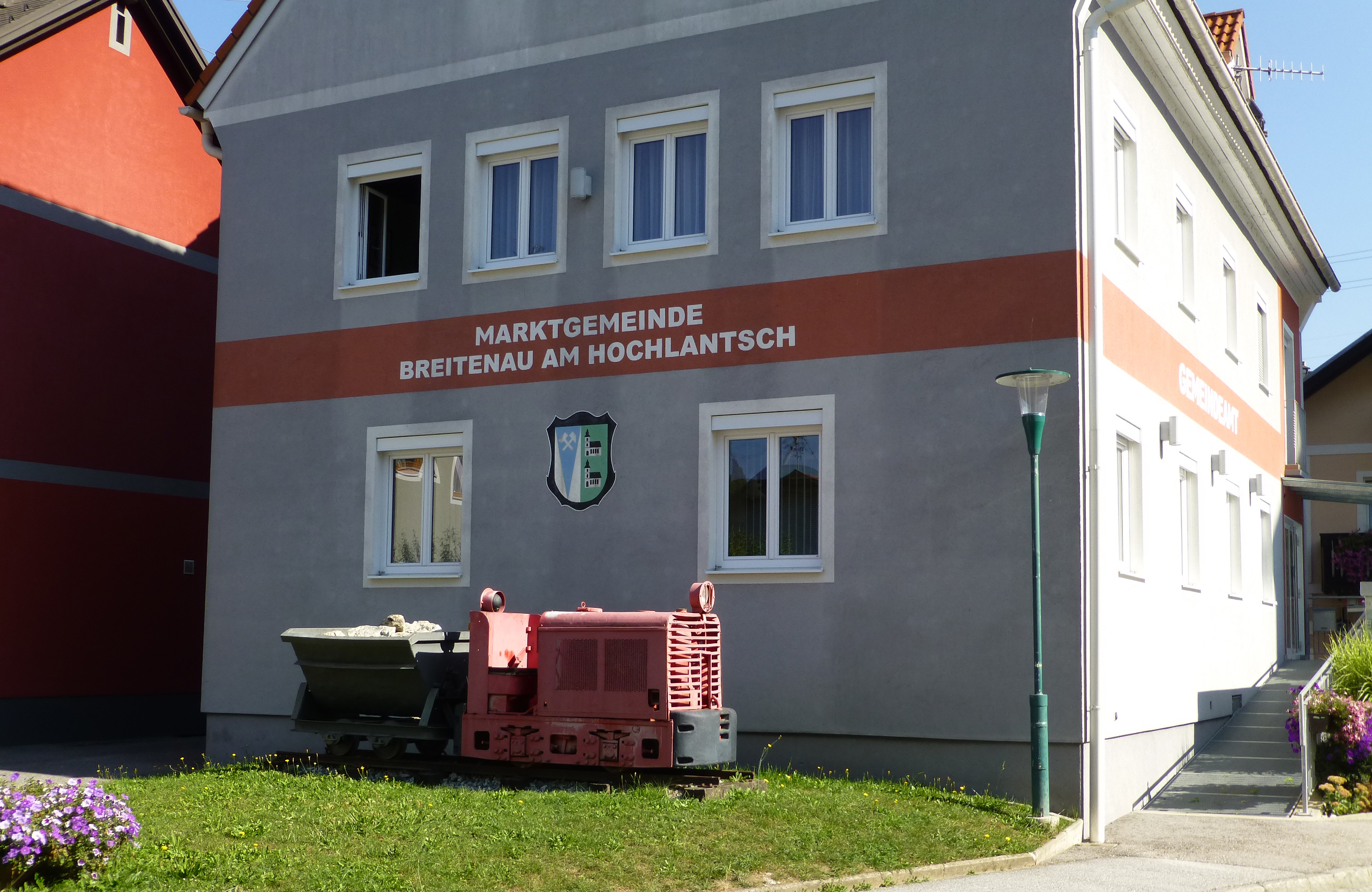
Gemeindeamt

### Gemeinderat
Der Gemeinderat hat 15 Mitglieder.
- Mit den Gemeinderatswahlen in der Steiermark 2000 hatte der Gemeinderat folgende Verteilung:
- Mit den Gemeinderatswahlen in der Steiermark 2005 hatte der Gemeinderat folgende Verteilung: [5]
- Mit den Gemeinderatswahlen in der Steiermark 2010 hatte der Gemeinderat folgende Verteilung: 9 SPÖ, 5 ÖVP und 1 FPÖ.[6]
- Mit den Gemeinderatswahlen in der Steiermark 2015 hatte der Gemeinderat folgende Verteilung: 7 SPÖ, 5 ÖVP und 3 FPÖ.[7]
- Mit den Gemeinderatswahlen in der Steiermark 2020 hat der Gemeinderat folgende Verteilung: 9 ÖVP, 5 SPÖ und 1 ILB (Initiative Lebenswerte Breitenau).[8]

### Bürgermeister
- bis 2009 Michael Brunner (SPÖ)
- 2009–2015 Siegfried Hofbauer (SPÖ)
- 2015 - 2025 Alexander Lehofer (ÖVP)
- seit 2025 Martin Pretterhofer (WIR)

### Gemeindepartnerschaften
- Gerstungen in Thüringen, Deutschland

## Persönlichkeiten

### Ehrenbürger der Gemeinde
- 1914: Alfred Herbig, Ingenieur, Oberbaurat[9]
- Ferdinand Christian († 1948)[10]
- Karl Heinz Lauda († 2021)[11]
- Silvester Pretterhofer († 2022), Vizebürgermeister von Breitenau am Hochlantsch 1975–1990[12]

### Söhne und Töchter der Gemeinde
- Karl Eichtinger (1924–2014), Lehrer, Schuldirektor und Politiker, Vizebürgermeister von Kindberg, Landtagsabgeordneter der Steiermark
- Placidus Wolf (1912–1985), Ordensgeistlicher, Abt des Stiftes Seckau 1957–1983

### Personen mit Bezug zur Breitenau
- Friedrich Pfohl (1919–2005), Industrieller und Politiker (ÖVP)
- Werner Tessmar-Pfohl (1942–2015), Unternehmer und Vorsitzender der Industriellenvereinigung